# Kyle Wilson
Kyle Wilson (Piscataway, 30 maggio 1987) è un giocatore di football americano statunitense che milita nel ruolo di cornerback per i New Orleans Saints della National Football League (NFL).

## Carriera professionistica

### New York Jets
Al draft NFL 2010, Wilson fu selezionato come 29ª scelta assoluta dai New York Jets. Il 31 luglio 2010 firmò un contratto di 5 anni del valore di 13 milioni di dollari. Debuttò come professionista il 13 settembre contro i Baltimore Ravens. Il 23 ottobre 2011 mise a segno il primo intercetto in carriera ai danni di Philip Rivers.

### New Orleans Saints
Nel 2015, Wilson firmò coi New Orleans Saints.

## Statistiche
| Partite totali      | 82  |
| Partite da titolare | 28  |
| Tackle              | 163 |
| Sack                | 1,0 |
| Intercetti          | 3   |
| Fumble forzati      | 1   |

Statistiche aggiornate alla settimana 2 della stagione 2015